# Kruševo, Bosnien och Hercegovina
Kruševo är ett samhälle i Bosnien och Hercegovina.   Det ligger i entiteten Republika Srpska, i den sydöstra delen av landet, 60 km sydost om huvudstaden Sarajevo. Kruševo ligger 853 meter över havet och antalet invånare är 167.
Terrängen runt Kruševo är kuperad åt nordväst, men åt sydost är den bergig.Närmaste större samhälle är Foča, 14,9 km nordost om Kruševo. 
Omgivningarna runt Kruševo är en mosaik av jordbruksmark och naturlig växtlighet. Runt Kruševo är det ganska tätbefolkat, med 67 invånare per kvadratkilometer.